# Kilabo
Kilabo – meteoryt kamienny należący do chondrytów oliwinowo-pigeonitowych LL6. Meteoryt Kilabo spadł 21 lipca 2002 roku niedaleko miejscowości Hadejia w nigeryjskim stanie Jigawa w postaci deszczu meteorytowego. Jak dotąd zebrano w sumie 19 kg materii meteorytowej, z czego największy fragment ważył 2,2 kg.